# Rau càng cua
Rau càng cua (danh pháp hai phần: Peperomia pellucida) là một loài rau thuộc họ Hồ tiêu (Piperaceae). Đây là loại rau hoang dại, mọc nhiều nơi, sống trong vòng một năm, phân bố ở những khu vực có khí hậu nhiệt đới. Rau khi ăn sống hơi chua giòn ngon, có giá trị về dinh dưỡng.
Trong tiếng Việt, rau càng cua được biết đến với nhiều tên gọi như rau tiêu hay còn có tên là đơn kim, đơn buốt, cúc áo, quỷ châm thảo, thích châm thảo, tiểu quỷ châm, cương hoa thảo

## Đặc điểm sinh học
Rau càng cua thuộc loại thảo, phần nhánh cao khoảng 20 – 40 cm, thân chứa nhiều nước hơi nhớt, nhỏ và nhẵn, lá hình trái tim nhọn có màu xanh trong. Rau có màu xanh nhạt, toàn thân nhớt, nhẵn, lá mọc so le, có cuống, phiến dạng màng, trong suốt, hình tam giác - trái xoan, hình tim ở gốc, hơi tù và nhọn ở chóp, dài 15-20mm, rộng gần bằng đài. Hoa mọc thành chùm dài ở đầu cây hợp thành bông dạng sợi có cuống ở ngọn, dài gấp 2-3 lần lá, quả mọng hình cầu, đường kính 0,5mm, có mũi nhọn cứng ngắn ở đỉnh. Khi còn nhỏ rau mọc thẳng đứng, sau đó bò lan ra mặt đất, thân chia ra thành nhiều nhánh nhỏ. Rễ chùm phát triển mạnh trong diều kiện môi trường sống ẩm ướt, mát mẻ.
Thuộc nhóm cây thân cỏ, sống thích hợp ở những nơi ẩm ướt, ưa mọc nơi đất ẩm thấp, mương rạch, vách tường, dưới chân tường, trên đá, thường khai hoa vào tháng giêng hay tháng 8 âm lịch, sức sống mạnh, hạt rất nhỏ nên dễ phân tán nơi xa, khi gặp điều kiện thích hợp sẽ lên cây và lan rộng ra. Nói chung, chúng mọc tự nhiên, xanh tốt hơn sau những trận mưa, mọc ở khắp bờ ruộng, vườn chuối, góc ao, bụi bầu... nơi có đất ẩm là càng cua mọc lên.
Rau có vị mặn, ngọt, chua, lẫn giòn, dai. Rau càng cua là loại rau giàu dinh dưỡng, đặc biệt beta-caroten (tiền vitamin A), rau chứa nhiều chất sắt, kali, magiê... còn chứa nhiều chất vitamin C, carotenoid. Trong 100g rau càng cua chứa 92% nước, phosphor 34 mg, kali 277 mg, calci 224 mg, magiê 62 mg, sắt 3,2 mg carotenoid 4.166 UI, vitamin C 5,2 mg, cung cấp cho cơ thể 24 calori. Theo Đông y, rau càng cua vị đắng, tính bình.

## Công dụng
Rau càng cua thường được chế biến thành nhiều món ăn dân dã bổ dưỡng. Rau càng cua còn có thể trộn chung với các loại rau khác như rau sam, rau thơm..., chấm với nước cá kho hay thịt kho. Càng cua thường được người dân Việt Nam hái làm rau tươi bóp giấm, đặc biệt món rau ăn sống với ếch chiên, thịt bò xào tái, lươn om, ăn ngon lạ miệng, bổ mát... Rau càng cua rửa sạch, chấm với các món kho hoặc mắm; làm gỏi bằng cách trộn với tép bạc tươi, thịt ba chỉ luộc, đậu phộng rang giã dập và rau húng quế, làm món xà lách với thịt bò, dầu giấm, trứng luộc; với cá mòi đóng hộp và hành tây..., đều là những món giúp lợi tiểu, thanh nhiệt, giải khát. Tuy nhiên, lưu ý là loại rau này không thích hợp cho những người sỏi thận.
Ngoài ra rau càng cua tuy cung cấp nhiều chất nhưng lại ít năng lượng, thích hợp cho người giảm béo, còn được dùng làm vị thuốc, giúp bổ sung cho người thiếu máu do thiếu sắt. Các chất trong rau tốt cho tim mạch và huyết áp cũng như góp phần trong việc chữa bệnh đái tháo đường, táo bón, cao huyết áp...
Ở các nước phương Tây, người ta xem rau càng cua như một thứ cỏ dại. Người ta có thể nghiền lá ra dùng đắp trị sốt rét, đau đầu, dịch nhầy từ lá dùng uống trị đau bụng. Tại Trung Quốc, toàn cây rau này được dùng làm thuốc trị đau nhức khớp, đòn ngã và được vò nát đắp lên da trị phỏng do lửa hoặc nước sôi.
Rau có tác dụng thanh nhiệt, giải độc, hoạt huyết, tan máu ứ, thường dùng để chữa các bệnh nhiễm trùng đường hô hấp, viêm ruột thừa, viêm gan, viêm dạ dày - ruột, tiêu hóa kém. Ngoài ra rau còn được dùng ngoài chữa rắn cắn, nhọt lở, chấn thương sưng đau, có tác dụng chữa trị bệnh ngoài da rất tốt, nhất là bệnh ghẻ lở (giã nát, vắt lấy nước, bổ sung chút muối và chấm vào vết thương, da sẽ mau lành, liền miệng).

## Hình ảnh

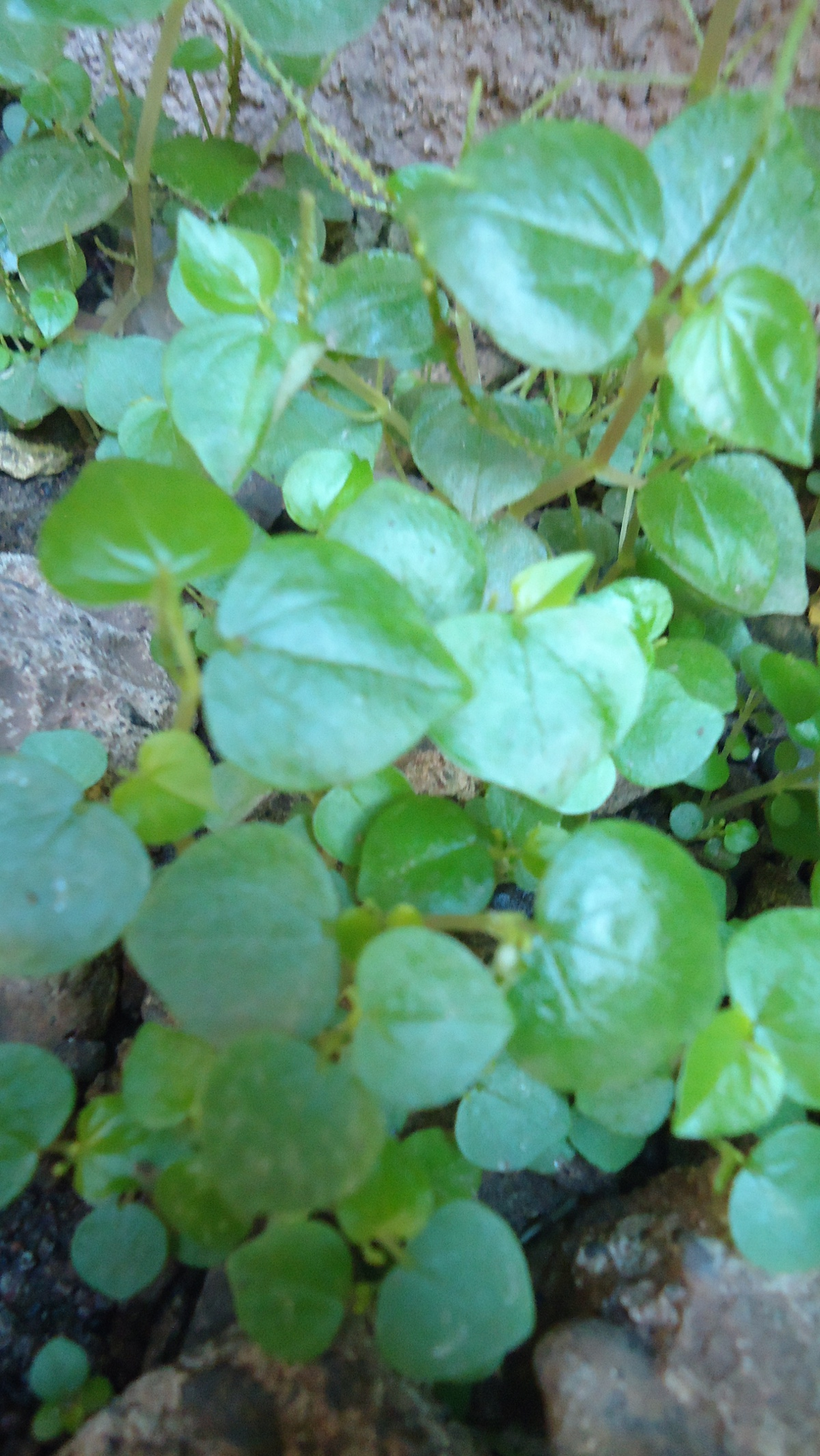
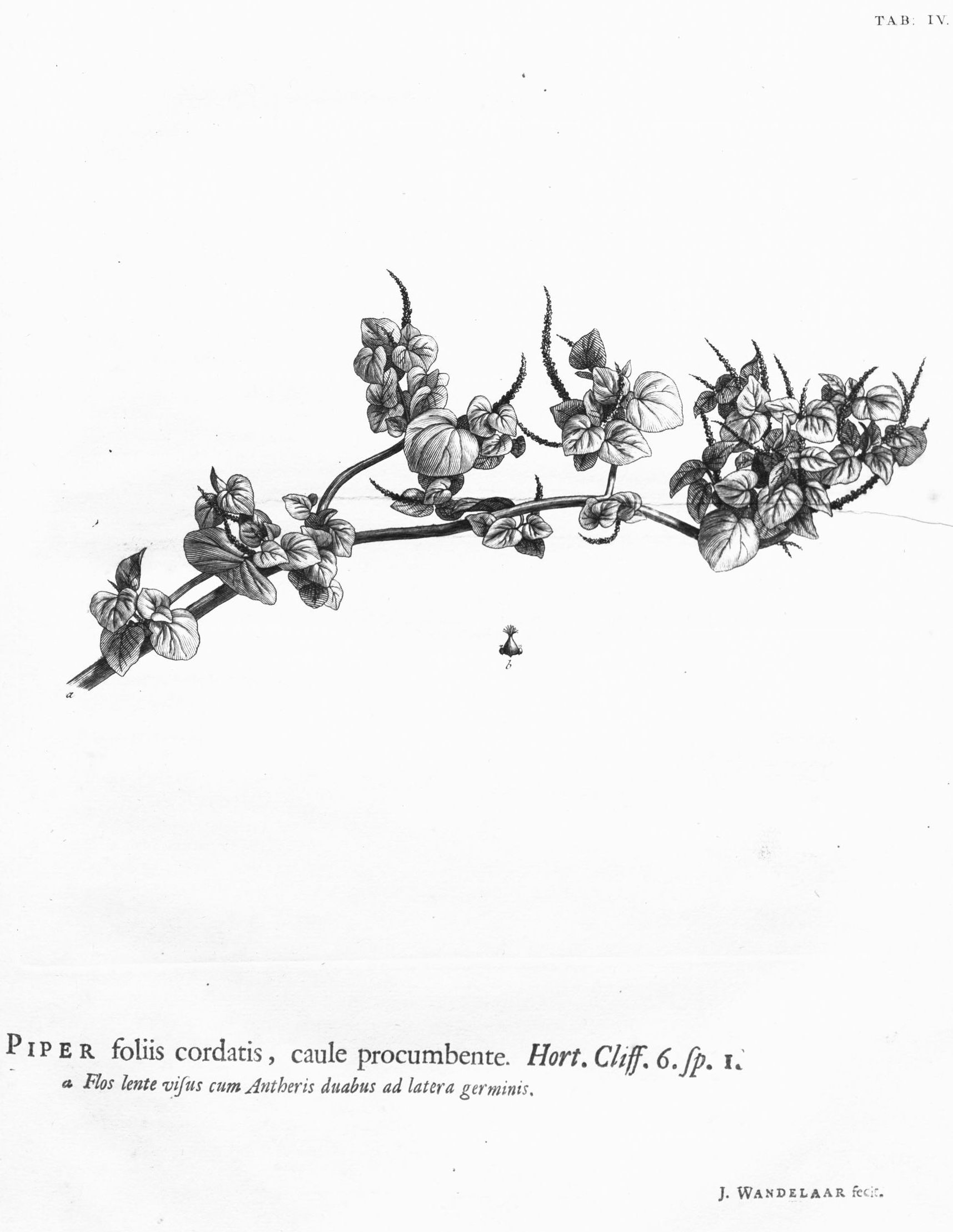
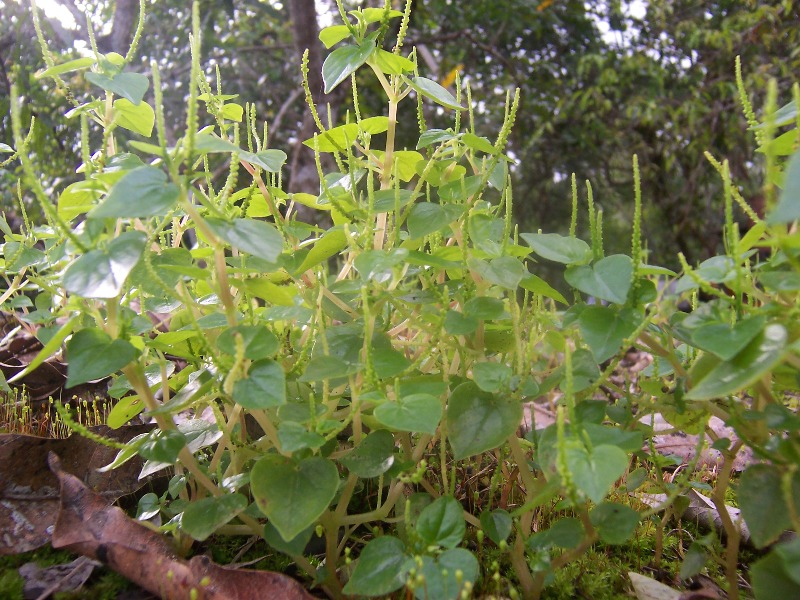
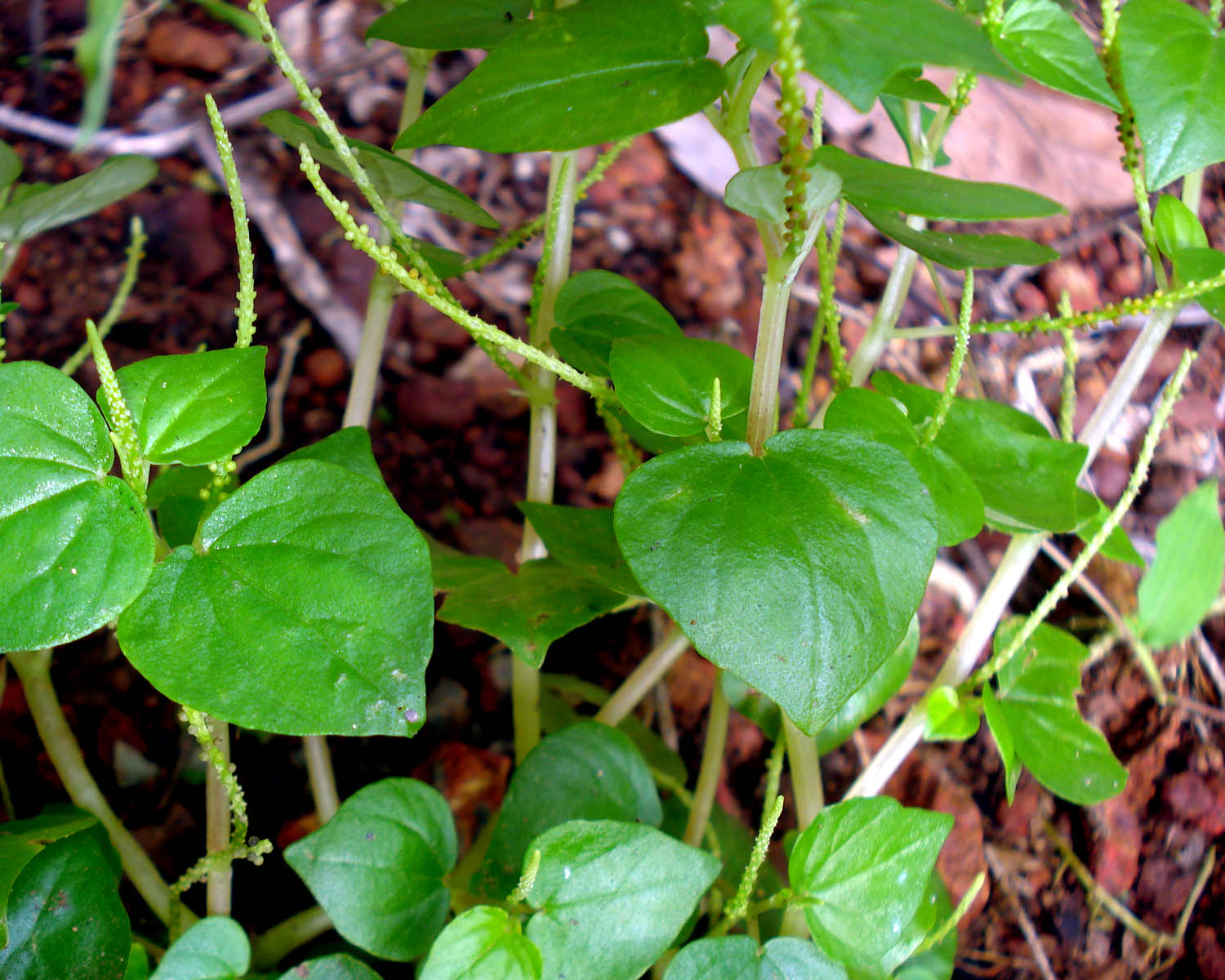